# Martín Valverde
Martín Valverde Rojas (San José, 19 gennaio 1963) è un musicista, cantante e compositore costaricano, di musica cattolica contemporanea, canta in spagnolo e portoghese.

## Biografia
Nato in Costa Rica nel 1963, diplomatosi alla scuola di chitarra classica di San José e al conservatorio dell'Università della Costa Rica. Nel 1979 è entrato a far parte del movimento di Rinnovamento carismatico cattolico e dagli anni '90 ha partecipato a diversi eventi internazionali organizzati dalla Chiesa cattolica, tra gli altri al Continental Youth Meeting di Santiago del Cile (1998), alla Giornata mondiale della gioventù 2002  e al Congresso Francescano Internazionale di Monterrey (2009). Valverde si è esibito in molti di concerti ed ha prodotto un vasto assortimento di album, video e libri.
È proprietario della Compagna discografica Producciones Dynamis (cofondatore con la moglie Elizabeth Watson) con sede in Messico, che promuove cantanti nel settore cattolico e liturgico in spagnolo e portoghese.

### Vita privata
È sposato con Elizabeth Watson, dalla quale ha tre figli: Martin Gerard, Daniela e Jorge Pablo.

## Discografía

### Discos
- Con y por amor (Con el grupo Dynamis) (1982)
- Sólo para niños (1987)
- En esos momentos (1989)
- Los viejos amigos (1990)
- Lo Mejor (1991)
- Salsalabando (1992)
- Lo mejor en Concierto I (1992)
- Lo mejor en Concierto II (1993)
- Un Poco Bohemio (1993)
- Lo mejor en Concierto III (1995)
- Pacto de Esperanza: Cantos para una misa de juventud (1995)
- Lo mejor en Concierto IV (1996)
- Felipillo es Santo (Mini-producción) (1996)
- No Muere Con Los Tiempos (1997)
- Rocksurrección (1997)
- Nessuno ti ama come me (1997)
- Ningúem te ama como eu (1997)
- Lenguas de fuego (1998)
- Delante de ti (1998)
- Pescando en red (1998)
- Lo mejor de los conciertos (1999)
- Bem Brasil (1999) - Gravado em Presidente Prudente/SP, Brasil.
- In quiesti momenti (1999)
- No one loves you like I do (1999)
- Bella dama (1999)
- Concierto para el amor (2000)
- Nadie te ama como yo (2001)
- Canciones Vivas (2001)
- Profeta (2001)
- Enredados (2001)
- Profeta (2002)
- Joven a ti te digo
- Diosenchufado (2003)
- Navidar (2004)
- Cuba con mucha fe (2005)
- Intimo ao vivo (2005)
- Navidar 2 (2006)
- Íntimo (2007)
- No se han ido del todo (VIVE!) (2008)
- Pablo Íntimo (2008)
- Íntimo (en vivo, Costa Rica 2009)
- Vocanción (2009)
- A quien corresponda (2011)
- Colección 30 Aniversario (2012)[1]
- Martín Valverde, 30 Aniversario (2012)
- Concier-Tico (en vivo. Costa Rica 2014)
- Pariendo (2015)
- Canciones Vivas 2 (2017)
- Cuando El Amor se Hace Canción. Instrumental. (2020)

## DVD
- No te rindas (1997)
- Diosenchufado (2005)
- Enredados Brasil (2007)
- Sigue (2007)
- Enredados Centroamérica (2008)
- Íntimo (en vivo, desde Costa Rica. 2008)
- Martín Valverde, 30 Aniversario -1981-2011- (2012)

## Libri
- El silencio del músico (1996)
- Las tentaciones del músico (1997)
- Cancionero (1999)
- As tentações do músico (2005)
- O silêncio do músico (2005)
- Josué, o jovem e suas conquistas (2005)
- ¡Auxilio! Me casé con un músico (2011)
- Un día a la vez (2018)
- Nadie te Ama como Yo, el libro (2018)